# Wilhelm Vernuken

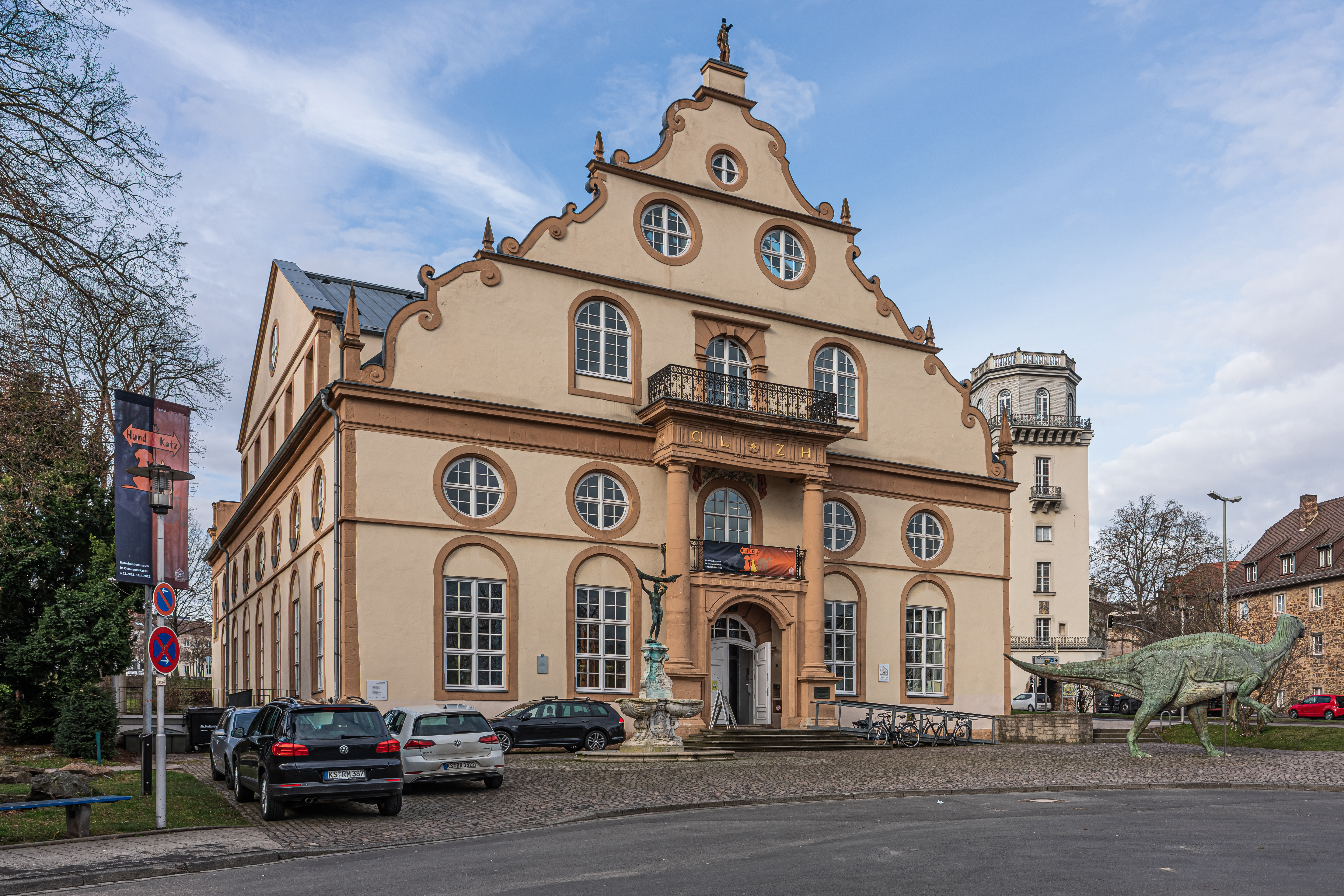
Mit dem Ottoneum 1606 vollendete Vernuken in Kassel den ersten Theaterneubau der Neuzeit nördlich der Alpen.

Wilhelm Vernuken (auch Vernucken und Vernukken; * 1540er Jahre; † Oktober 1607 in Kassel) war ein Bildhauer und Baumeister der zweiten Hälfte des 16. Jahrhunderts. Der aus dem Rheinland stammende Künstler wirkte insbesondere unter den Landgrafen von Hessen-Kassel. 

## Leben

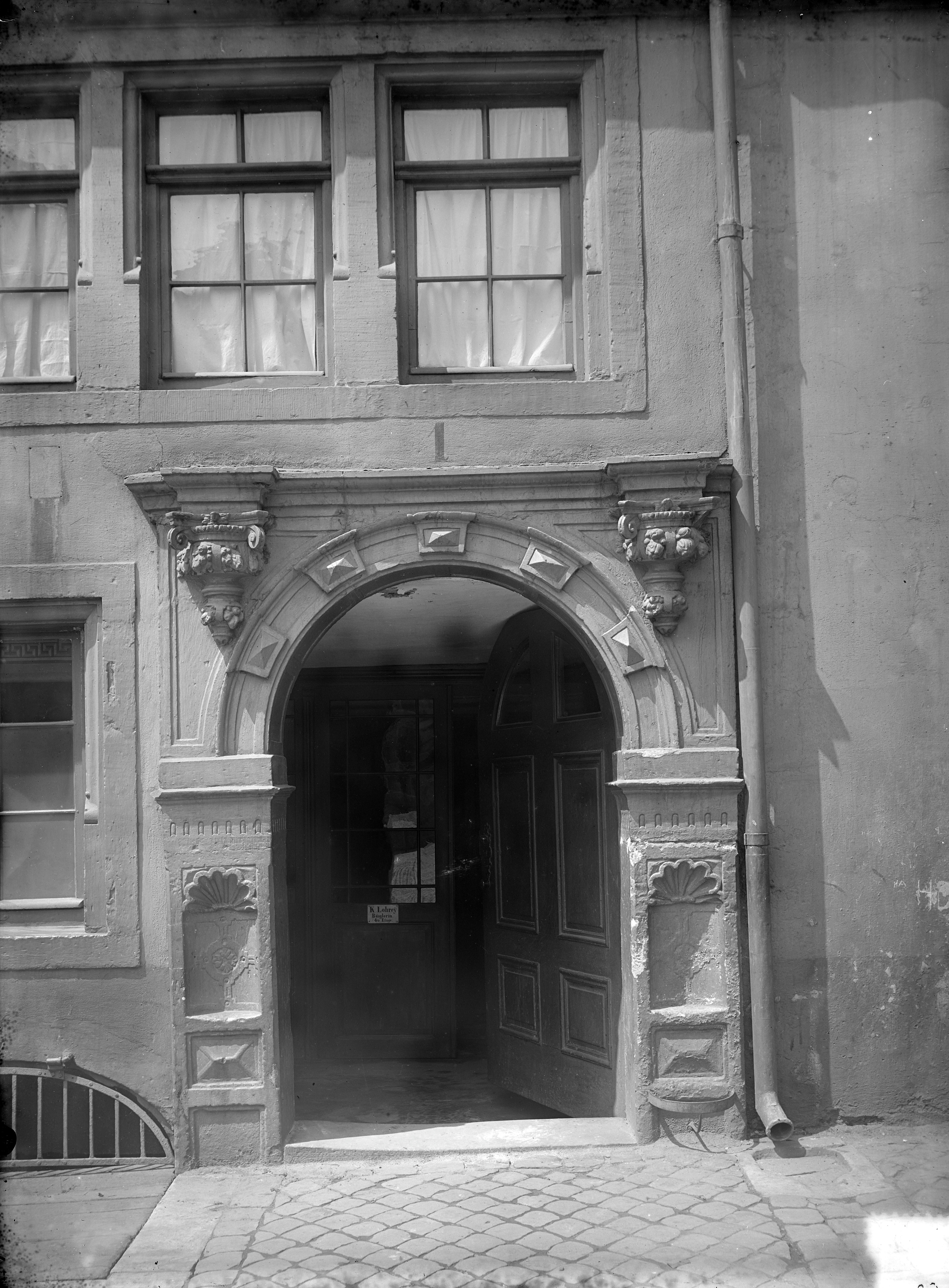
Eingang von Vernukens letzten Wohnhaus in Kassel, Graben 1 und 3

Erstmals wird Wilhelm Vernuken in den Bautagebüchern des Rütger von der Horst im Mai 1559 erwähnt. Mutmaßlich ist Vernuken in der ersten Hälfte der 1540er Jahre geboren worden. Dort wird Wilhelm gemeinsam mit seinem Vater dem Meister Heinrich Vernuken als aus Kalkar stammender Bildhauer auf der Baustelle des Schlosses Horst genannt. Es ist wahrscheinlich, dass die Familie ursprünglich aus Wesel stammt, in der Namensträger vom 14. bis zum 16. Jahrhundert Schöffen und Ratsherren stellten. Sein Arbeitgeber von der Horst wurde zwischen 1559 und 1560 zum kurkölnischen Marschall ernannt, ab 1567 ist auch Wilhem Vernucken in Köln sesshaft und ab 1575 Mitglied der kölnischen Gaffel der Steinmetze. In seine Kölner Zeit fiel der von im entworfene Neubau der Rathauslaube zwischen 1569 und 1573. Wahrscheinlich heiratete er in Köln, denn sein erster Sohn wurde 1571/72 in Köln geboren, drei weitere Töchter und zwei Söhne folgten später in Hessen. Im Jahr 1577 wurde er durch Landgraf Wilhelm IV. von Hessen-Kassel als Hofbildhauer an den Kasseler Hof berufen. In der Landgrafschaft Hessen-Kassel hinterließ er den Hauptteil seines Werkes und starb im Oktober 1607 in Kassel.

## Werk

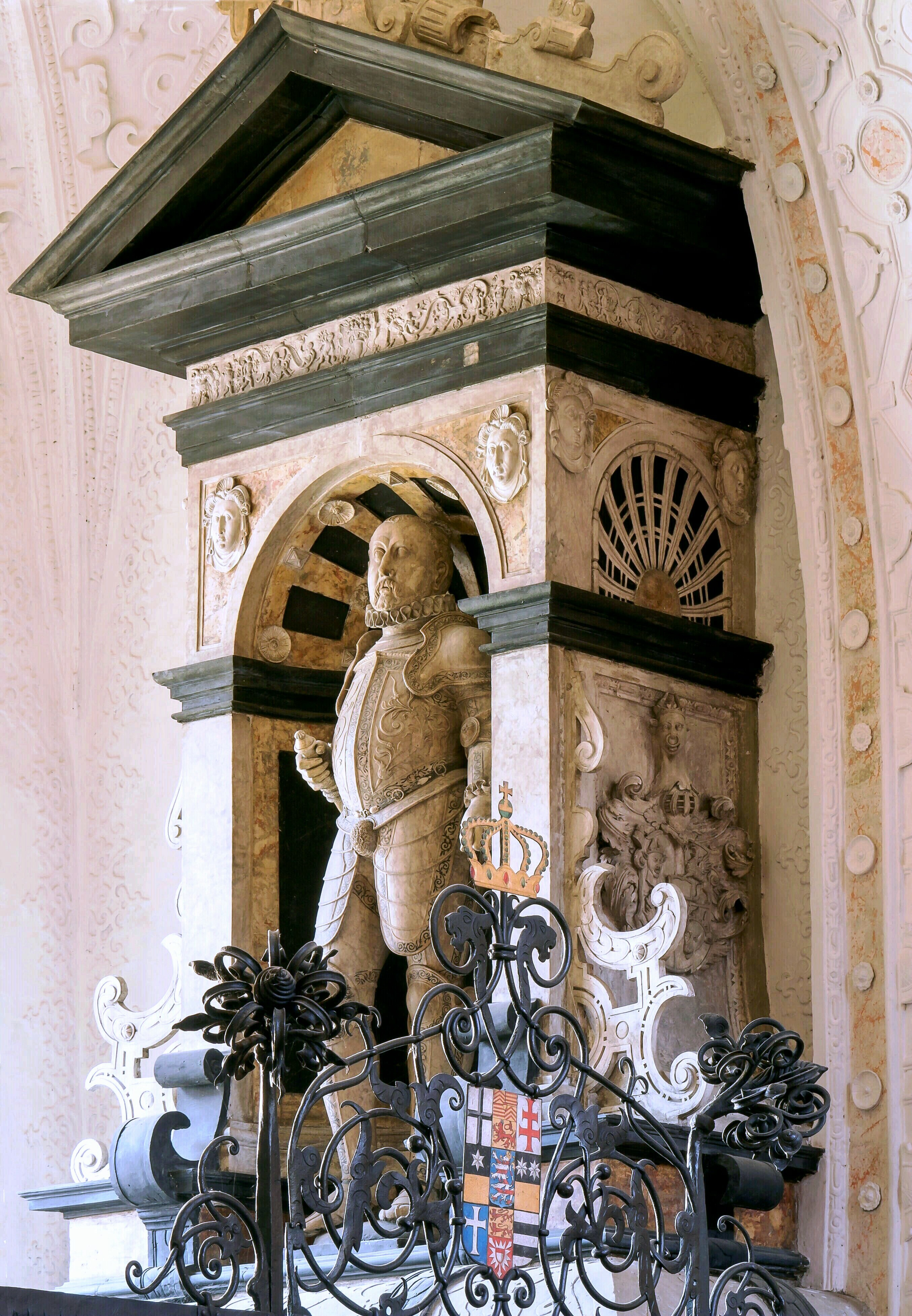
Grabmal von Landgraf Philipp II. in St. Goar.

### Schloss Horst
Vater und Sohn Vernuken arbeiten gemeinsam mit dem ebenfalls aus Wesel stammenden Baumeister Laurenz von Brachum auf der 1554 begonnenen Baustelle von Schloss Horst im heutigen Gelsenkirchner Stadtteil Horst. Als Bildhauer waren sie an den Arbeiten zu Gestaltung der Fassade und zahlreicher Innenräume beteiligt. Von Wilhelm Vernuken ist insbesondere der Erker am Eingangsflügel erhalten. Die ersten beiden Flügel des Schlosses wurden 1567 vollendet. Zu diesem Zeitpunkt folgte der junge Wilhelm Vernuken dem Bauherrn nach Köln.

### Kölner Rathauslaube
Bereits im Jahr 1567 beschließt der Rat der Stadt Köln die baufällige mittelalterliche Vorhalle des Rathauses durch einen Neubau ersetzen zu lassen. Mehrere Entwurfszeichnungen, unter anderem von Cornelis Floris, für einen Neubau lagen den Ratsherren zu diesem Zeitpunkt vor. Im Jahr 1569 erhält schließlich Vernuken vom Rat den Auftrag die neue Vorhalle auszuführen. Die reiche Ikonografie der Fassade ist ein seltenes Beispiel von Renaissancearchitektur in Köln, sondern zeugt auch von der einsetzenden Auseinandersetzung der kölnischen Stadtgesellschaft mit dem antiken Erbe der Antiken wurzeln der mächtigen Reichsstadt am Rhein.

### Künstler in Diensten der Landgrafen von Hessen-Kassel
Von 1577 bis zu seinem Tod im Dezember 1607 wirkte Vernuken in Kassel und hauptsächlich im Dienste der Landgrafen Wilhelm IV. und dessen Sohn Moritz von Hessen-Kassel. Er war an zahlreichen Residenzbauten wie dem Stadtschloss Kassel, Schloss Eschwege, Schloss Rotenburg und insbesondere der Wilhelmsburg in Schmalkalden beteiligt. Im Kasseler Stadtbild haben sich Wappensteine an öffentlichen Gebäuden der Renaissance erhalten, wie am Elisabethhospital und dem Kasseler Zeughaus. Bedeutende Sepulkralarchitektur schuf er mit Grabmälern für Familienmitglieder der hessischen Fürstenfamilie in der Stiftskirche von St. Goar. Vernuken gilt als Architekt des ersten nordalpinen Theaters der Neuzeit, dem Ottoneum in Kassel, dessen Vorderfront sich noch nahezu im Zustand der Errichtungszeit von 1603 bis 1606 zeigt.

## Alchemist
Aufgrund seiner überlieferten Autographen wird Vernuken gelegentlich als Alchemist bezeichnet. Im Bestand der Kasseler Universitätsbibliothek haben sich alleine im Quartbestand 19 Handschriften von Wilhelm Vernuken erhalten. Sie besitzen zum Teil eigenhändige Illustrationen und bilden seinen Naturwissenschaftlichen Nachlass. Den Naturwissenschaftlichen Nachlass kaufte Landgraf Moritz 1620 dem ältesten Sohn des Künstlers ab.
Erhalten haben sich unter anderem folgende Handschriften: 
- Chemische Kollektaneen. 1586 ().
- Praparationn lapidis philosoporum zue preparirenn. 1600 ().
- Proceß-Büchlein Wilhelms Vernucken hand. ().